# Euchlaena galbanaria
Euchlaena galbanaria là một loài bướm đêm trong họ Geometridae.